# Kamen Rider
Kamen Rider (仮面ライダー, Kamen Raidā) is een Japanse tokusatsuserie en de eerste van de Kamen Rider-series. De reeks werd bedacht door mangaschrijver Shōtarō Ishinomori (石ノ森 章太郎, Ishinomori Shōtarō), debuteerde in april 1971 en liep tot februari 1973.
Zij betekende de start van de Kamen Rider-franchise.

## Verhaal
De serie speelt zich af in een wereld die wordt geteisterd door Shocker, een mysterieuze terroristische organisatie. De organisatie rekruteerde nieuwe leden door deze te ontvoeren en om te bouwen tot mutanten en cyborgs. Een van hun slachtoffers, Takeshi Hongo, weet echter te ontsnappen voordat hij geheel wordt veranderd in een Shockeragent. Hij heeft wel al de upgrade tot cyborg ondergaan, maar kan nog wel voor zichzelf denken en handelen. Hij besluit met zijn nieuwe krachten een superheld te worden en Shocker te stoppen. Hij neemt de naam Kamen Rider aan.
Later in de serie red Takeshi een andere ontvoerde man van Shocker. Deze man, Hayato Ichimonji, wordt eveneens een Kamen Rider om te helpen bij het verslaan van Shocker.
De twee helden slagen erin om Shocker te verslaan, maar uit de restanten van de organisatie rijst een nieuwe organisatie op: Gel-Shocker.

## Productie
De productie van de serie bracht wat problemen met zich mee. Bij de opnames van de tiende aflevering raakte acteur Fujioka Hiroshi gewond toen hij bij een stuntscène van zijn motor viel. Hij botste tegen een telefoonpaal waarbij zijn beide benen werden gebroken.
Dit ongeluk was de hoofdreden dat reeds in aflevering 13 een tweede held werd geïntroduceerd. Deze nieuwe Kamen Rider werd de hoofdpersoon in de serie tot aflevering 52.

## Personages

### Helden
- Takeshi Hongo / Kamen Rider 1 (本郷 猛 / 仮面ライダー１号, Hongō Takeshi / Kamen Ridā Ichigō): de hoofdpersoon in afleveringen 1-13, en 53-98. Hongo was een student biochemie die door de Shockerorganisatie werd ontvoerd en veranderd in een van hun cyborgagenten. Hij ontsnapt voordat hij geheel wordt veranderd in een van Shockers agenten, en wordt zo Shockers primaire tegenstander. Hij gebruikt in zijn strijd een kostuum gebaseerd op een sprinkhaan, en een speciale motorfiets.

- Hayato Ichimonji / Kamen Rider 2 (一文字 隼人 / 仮面ライダー２号, Ichimonji Hayato / Kamen Ridā Nigō): de hoofdpersoon in afleveringen 14-52. Hayato was een freelance fotograaf die net als Hongo werd ontvoerd door Shocker om te worden omgebouwd tot een van hun agenten. Hij werd vroegtijdig gered door Hongo. Omdat Hongo een tijdje naar het buitenland zou gaan om daar de lokale tak van de Shockerorganisatie te bevechten, nam Hayato tijdelijk Hongo’s plaats in als primaire beschermer van Japan.

### Bondgenoten
- Tōbei Tachibana (立花 藤兵衛, Tachibana Tōbei): de mentor van de Kamen Riders.
- Kazuya Taki (滝 和也, Taki Kazuya): Een FBI-agent.

### Shocker
Een terroristische organisatie die de wereld wil veroveren. De organisatie gebruikt cyborgs en mutanten als hun soldaten. Deze soldaten zijn vrijwel allemaal mensen die tegen hun wil zijn veranderd in Shockeragenten.
- Great Leader of Shocker (ショッカー首領, Shokkā Shuryō)
- Colonel Zol (ゾル大佐, Zoru Taisa, 26-39) / Wolf Man (狼男, Ōkami Otoko, 39) (a.k.a. Golden Wolf Man (黄金狼男, Ōgon Ōkami Otoko)), een van Shockers generaals. Kan veranderen in een monsterlijke wolfvorm.
- Doctor Shinigami (死神博士, Shinigami Hakase, 40-68) / Ikadevil (イカデビル, Ikadebiru, 68) – een general met een inktvisachtige monstervorm.
- Ambassador Hell (地獄大使, Jigoku Taishi, 53-79) / Garagaranda (ガラガランダ, Garagaranda, 79) – een Shockergeneraal met een ratelslang als monstervorm.
- Shocker Kaijin: de monsters van Shocker.

### Gel-Shocker
Gel-Shocker (ゲルショッカー, Geru Shokkā) is de opvolger van Shocker. Nadat de Kamen Riders de Shockerorganisatie hadden vernietigd, rees deze organisatie op uit de resten van Shocker.
- Gel-Shocker's Great Leader (ゲルショッカー首領, Geru-Shokkā Shuryō) -
- General Black (ブラック将軍, Burakku Shōgun, 80-98) / Hiruchameleon (ヒルカメレオン, Hirukamereon, 97-98) - Gel-Shockers generaal uit Afrika. Zijn monstervorm is een bloedzuiger/kameleon hybride.
- Shocker Riders (ショッカーライダー, Shokkā Raidā, 91-94) - Gel-Shockers versies van de Kamen Riders.
- Gel-Shocker Kaijin: de monsters van Gel Shocker.

## Afleveringen
1. The Mysterious Spider Man (怪奇蜘蛛男, Kaiki Kumo Otoko)
2. The Terrifying Bat Man (恐怖蝙蝠男, Kyōfu Kōmori Otoko)
3. Monster, Scorpion Man (怪人さそり男, Kaijin Sasori Otoko)
4. Cannibalism, Sarasenian (人喰いサラセニアン, Hitokui Sarasenian)
5. Monster, Mantis Man (怪人かまきり男, Kaijin Kamakiri Otoko)
6. Grim Reaper, Chameleon (死神カメレオン, Shinigami Kamereon)
7. Duel With Grim Reaper Chameleon! World Fair Impression (死神カメレオン決闘! 万博跡, Shinigami Kamereon Kettō! Banpaku Seki)
8. Strangeness! Bee Woman (怪異! 蜂女, Kaii! Hachi Onna)
9. The Terrifying Cobra Man (恐怖コブラ男, Kyōfu Kobura Otoko)
10. The Revived Cobra Man (よみがえるコブラ男, Yomigaeru Kobura Otoko)
11. Bloodsucking Monster, Gebacondor (吸血怪人ゲバコンドル, Kyūketsu Kaijin Gebakondoru)
12. Murder, Yamogelas (殺人ヤモゲラス, Satsujin Yamogerasu)
13. Lizardron and the Big Monster Army (トカゲロンと怪人大軍団, Tokageron to Kaijin Dai Gundan)
14. Raid of the Demon Sabotegron (魔人サボテグロンの襲来, Majin Saboteguron no Shūrai)
15. Counterattack, Sabotegron (逆襲サボテグロン, Gyakushū Saboteguron)
16. Wrestler of the Devil, Pirasaurus (悪魔のレスラーピラザウルス, Akuma no Resurā Pirazaurusu)
17. Death Match in the Ring: Defeat! Pirasaurus (リングの死闘倒せ! ピラザウルス, Ringu No Shitō Taose! Pirazaurusu)
18. Fossil Man: Mandanger (化石男ヒトデンジャー, Kaseki-Otoko Hitodenjā)
19. Monster Crabbubbler Appears in Hokkaido (怪人カニバブラー北海道に現る, Kaijin Kanibaburā Hokkaidō ni Arawaru)
20. Fire-Breathing Caterpillar Monster: Dokugander (火を吹く毛虫怪人ドクガンダー, Hi o Fuku Kemushi Kaijin Dokugandā)
21. Dokugander, Confrontation at Osaka Castle (ドクガンダー 大阪城の対決!, Dokugandā Ōsaka-jō no Taiketsu!)
22. Suspicious Merman Amazonia (怪魚人アマゾニア, Kai Kyojin Amazonia)
23. Sky-Flying Monster Musasabedol (空飛ぶ怪人ムササビードル, Soratobu Kaijin Musasabīdoru)
24. Deadly Poison Monster Mushroommolg's Sortie! (猛毒怪人キノコモルグの出撃!, Mōdoku Kaijin Kinokomorugu no Shutsugeki!)
25. Defeat Mushroommolg! (キノコモルグを倒せ!, Kinokomorugu o Taose!)
26. The Terrifying Antlion (恐怖のあり地獄, Kyōfu no Ari Jigoku)
27. Mukadelas Monster Classroom (ムカデラス怪人教室, Mukaderasu Kaijin Shōshitsu)
28. Underground Monster Molerang (地底怪人モグラング, Chitei Kaijin Mogurangu)
29. Electric Monster Jellyfishdall (電気怪人クラゲダール, Denki Kaijin Kuragedāru)
30. Revived Fossil, Bloodsucking Trilobite (よみがえる化石吸血三葉虫, Yomegaeru Kaseki Kyūketsu San'yōchū)
31. Deathmatch! Anteater Demon Arigabari (死斗! ありくい魔人アリガバリ, Shitō! Arikui Majin Arigabari)
32. Cannibalism Flower, Dokudalian (人喰い花ドクダリアン, Hitokui Hana Dokudarian)
33. Steel Monster, Armadillong (鋼鉄怪人アルマジロング, Kōtetsu Kaijin Arumajirongu)
34. Japan in Danger! Toadgiller's Invasion (日本危うし! ガマギラーの侵入, Nihon Ayaushi! Gamagirā no Shinnyū)
35. Murderous Ant Queen, Archimedes (殺人女王蟻アリキメデス, Satsujin Joōari Arikimedesu)
36. Resurrected Mummy Monster, Egyptus (いきかえったミイラ怪人エジプタス, Ikikaetta Miira Kaijin Ejiputasu)
37. Poisonous Gas Monster Trickabuto's G-Plan (毒ガス怪人トリカブトのG作戦, Dokugasu Kaijin Torikabuto no Jī Sakusen)
38. Lightning Monster Rayking's World Darkness Plan (稲妻怪人エイキングの世界暗黒作戦, Inazuma Kaijin Eikingu no Sekai Ankoku Sakusen)
39. Monster Wolf Man's Huge Murder Party (怪人狼男の殺人大パーティー, Kaijin Ōkami Otoko no Satsujin Dai Pātī)
40. Deathmatch! Monster Snowman vs. Two Riders (死斗! 怪人スノーマン対二人のライダー, Shitō! Kaijin Sunōman Tai Futari no Raidā)
41. Magma Monster Ghoster, Decisive Battle at Sakurajima (マグマ怪人ゴースター 桜島大決戦, Maguma Kaijin Gōsutā Sakurajima Dai Kessen)
42. The Devil's Messenger, Mysterious Fly Man (悪魔の使者 怪奇ハエ男, Akuma no Shisha Kaiki Hae Otoko)
43. Mysterious Birdman Pranodon's Attack (怪鳥人プラノドンの襲撃, Kai Chōjin Puranodon no Shūgeki)
44. Graveyard Monster, Moldbinga (墓場の怪人カビビンガ, Hakaba no Kaijin Kabibinga)
45. Monster Namewhale's Gas Explosion Plan (怪人ナメクジラのガス爆発作戦, Kaijin Namekujira no Gasu Bakuhatsu Sakusen)
46. Showdown!! Snow Mountain Monster Bearconger (対決!! 雪山怪人ベアーコンガー, Taiketsu!! Yukiyama Kaijin Beākongā)
47. The Death-Calling Ice Devil Todogiller (死を呼ぶ氷魔人トドギラー, Shi o Yobu Kōri Majin Todogirā)
48. Bloodsucking Marsh, Leechguerilla (吸血沼のヒルゲリラ, Kyūketsu Numa no Hirugerira)
49. Cannibalism Monster, Sea Anemone (人喰い怪人イソギンチャック, Hitokui Kaijin Isoginchakku)
50. Monster Turtlestone's Murderous Aurora Program (怪人カメストーンの殺人オーロラ計画, Kaijin Kamisutōn no Satsujin Ōrora Keikaku)
51. Stone Monster Unicornos vs. Double Rider Kick (石怪人ユニコルノス対ダブルライダーキック, Ishi Kaijin Yunikorunosu Tai Daburu Raidā Kikku)
52. My Name is Mysterious Birdman Gilgalass (おれの名は 怪鳥人ギルガラスだ!, Ore no Na wa Kai Chōjin Girugarasu)
53. Monster Jaguarman's Ready-to-Die Motorbike War (怪人ジャガーマン決死のオートバイ戦, Kaijin Jagāman Kesshi Ōtobai Ikusa)
54. Phantom Village vs. Sea Serpent Man (ユウレイ村の海蛇男, Yūrei Mura no Umihebi Otoko)
55. Cockroach Man!! The Terrifying Bacterial Ad-Balloon (ゴキブリ男!! 恐怖の細菌アドバルーン, Gokiburi Otoko!! Kyōfu no Saikin Adobarūn)
56. Amazon's Poison Butterfly Gireera (アマゾンの毒蝶ギリーラ, Amazon no Doku Chō Girīra)
57. Earth-Spider Man Poisonmondo (土ぐも男ドクモンド, Tsuchigumo Otoko Dokumondo)
58. Monster Poison Lizard, Duel in Fear Valley!! (怪人毒トカゲ おそれ谷の決闘!!, Kaijin Doku Tokage Osore Tani no Kettō!!)
59. The Bottomless Swamp Monster, Earthworm Man! (底なし沼の怪人ミミズ男!, Sokonashi Numa no Kaijin Mimizu Otoko!)
60. Mysterious Owl Man's Murderous X-Rays (怪奇フクロウ男の殺人レントゲン, Kaiki Fukurō Otoko no Satsujin Rentogen)
61. Monster Catfishgiller's Electric Hell (怪人ナマズギラーの電気地獄, Kaijin Namazugirā no Denki Jigoku)
62. Monster Hedgehoras' Murder Skull Plan (怪人ハリネズラス 殺人どくろ作戦, Kaijin Harinezurasu Satsujin Dokuro Sakusen)
63. Monster Rhinogang's Autorace of Death (怪人サイギャング 死のオートレース, Kaijin Saigyangu Shi no Ōtorēsu)
64. Monster Cicadaminga's Song to Kill Everyone (怪人セミミンガ みな殺しのうた!, Kaijin Semiminga Mina Koroshi no Uta)
65. Monster Dr. Insect and the Shocker School (怪人昆虫博士とショッカースクール, Kaijin Konchū-hakase to Shokkā Sukūru)
66. Shocker Graveyard, Revived Monsters (ショッカー墓場よみがえる怪人たち, Shokkā Hakaba Yomigaeru Kaijin-tachi)
67. The Shocker Leader Appears! Riders in Danger (ショッカー首領出現!! ライダー危うし, Shokkā Shuryō Shutsugen!! Raidā Ayaushi)
68. Dr. Grim Reaper, the True Meaning of Terror? (死神博士恐怖の正体?, Shinigami Hakase Kyōfu no Shōtai?)
69. Monster Gillercricket's Claws of Impending Death (怪人ギラーコオロギせまる死のツメ, Kaijin Girākōrogi Semaru Shi no Tsume)
70. Monster Electric-Guitarbotal's Fireball Attack (怪人エレキボタル火の玉攻撃!!, Kaijin Erekibotaru Hi no Tama Kōgeki!!)
71. Monster Horseflygomes' Rokkoudai Mountain Pursuit (怪人アブゴメス六甲山大ついせき!, Kaijin Abugomesu Rokkōdaisan Tsuiseki!)
72. Vampiric Mosquilas vs. Two Riders (吸血モスキラス対二人ライダー, Kyūketsu Mosukirasu Tai Futari Raidā)
73. Double Riders' Defeat! Shiomaneking (ダブルライダー 倒せ! シオマネキング, Daburu Raidā Taose! Shiomanekingu)
74. Good Luck, Bloodsucking Devils of Death!! Rider Boys' Squad (死の吸血魔 がんばれ!! ライダー少年隊, Shi no Kyūketsu Ma Ganbare!! Raidā Shōnen Tai)
75. Poison Flower Monster Roseranga - The Secret of the House of Terror (毒花怪人バラランガ 恐怖の家の秘密, Doku Hana Kaijin Bararanga Kyōfu no Uchi no Himitsu)
76. Three Head of Generator Monster Seadragons!! (三匹の発電怪人シードラゴン!!, Sanbiki no Hatsuden Kaijin Shīdoragon!!)
77. Monster Newtgeth, Duel at the Farm of Hell!! (怪人イモリゲスじごく牧場の決闘!!, Kaijin Imorigesu Jigoku Bokujō no Kettō!!)
78. The Dreadful Urchindogma + The Phantom Monster (恐怖のウニドグマ+ゆうれい怪人, Kyōfu no Unidoguma + Yūrei Kaijin)
79. Hell Ambassador!! The True Meaning Of Fear? (地獄大使!! 恐怖の正体?, Jigoku Taishi!! Kyōfu no Shōtai?)
80. Gelshocker Appears! Masked Rider's Last Day! (ゲルショッカー出現! 仮面ライダー最後の日!!, Gerushokkā Shutsugen! Kamen Raidā Saigo no Hi!!)
81. Masked Rider Dies Twice! (仮面ライダーは二度死ぬ!, Kamen Raidā wa Nido Shinu!)
82. Monster Jellyfish Wolf, Dreadful Rush Hour (怪人クラゲウルフ 恐怖のラッシュアワー, Kaijin Kurage Urufu Kyōfu no Rasshuawā)
83. Monster Inokabuton, Defeat the Rider With Crazy Gas (怪人イノカブトン 発狂ガスでライダーを倒せ, Kaijin Inokabuton Hakkyō Gasu de Raidā o Taose)
84. Watch Out, Rider! Isoginjaguar's Hell Trap (危うしライダー! イソギンジャガーの地獄罠, Ayaushi Raidā! Isoginjagā no Jigoku Wana)
85. Sludge Monster, Dreadful Murder Smog (ヘドロ怪人恐怖の殺人スモッグ, Hedoro Kaijin Kyōfu no Satsujin Sumoggu)
86. Monster Eaglemantis' Human Hunt (怪人ワシカマギリの人間狩り, Kaijin Washikamagiri no Ningen Kari)
87. Gelshocker's Delivery Man Of Death (ゲルショッカー 死の配達人, Gerushokkā Shi no Haitatsunin)
88. Bizarre! The Picture of the Black Cat That Calls for Blood (怪奇! 血をよぶ黒猫の絵, Kaiki! Chi o Yobu Kuroneko no E)
89. Fear's Pet Strategy, Drop Rider into Hell! (恐怖のペット作戦 ライダーを地獄へ落とせ!, Kyōfu no Petto Sakusen Raidā o Jigoku e Otose!)
90. Fear's Pet Strategy, Rider SOS (恐怖のペット作戦 ライダーSOS, Kyōfu no Petto Sakusen Raidā Esu Ō Esu)
91. Gelshocker, Enroll in Terror School (ゲルショッカー恐怖学校に入学せよ, Gerushokkā Kyōfu Gakkō ni Nyūgaku Seyo)
92. Atrocity! Fake Masked Riders!! (凶悪! にせ仮面ライダー!!, Kyōaku! Nise Kamen Raidā!!)
93. 8 Masked Riders (8人の仮面ライダー, Hachinin no Kamen Raidā)
94. The True Identity of the Gelshocker Leader (ゲルショッカー首領の正体, Gerushokkā Shuryō no Shōtai)
95. Monster Garaox's Sky-Flying Car (怪人ガラオックスの空飛ぶ自動車, Kaijin Garaokkusu no Sora Tobu Jidōsha)
96. Takeshi Hongo, Cactus Monster Exposed!? (本郷猛 サボテン怪人にされる!?, Hongō Takeshi Saboten Kaijin ni Sareru!?)
97. Takeshi Hongo, Transformation Impossible (本郷猛変身不可能, Hongō Takeshi Henshin Funō)
98. Gelshocker Annihilated! The End of the Leader!! (ゲルショッカー全滅! 首領の最後!!, Gerushokkā Zenmetsu! Shuryō no Saigo!!)

## Andere media

### Films
De serie bracht vier films met zich mee:
- 1971: Go Go Kamen Rider – filmversie van aflevering 13.
- 1972: Kamen Rider versus Shocker
- 1972: Kamen Rider versus Ambassador Hell
- 2005: Kamen Rider the First (een moderne remake van de originele serie).

### Manga
Veel mangaseries gebaseerd op de originele Kamen Rider series zijn gepubliceerd, maar slechts een paar ervan werden gemaakt door Ishinomori zelf:
- 1971: Masked Rider
- 1971: Masked Rider - a remake
- 1979: Masked Rider (Storyboard)

## Rolverdeling
- Takeshi Hongo / Kamen Rider 1 (本郷 猛 / 仮面ライダー１号, Hongō Takeshi / Kamen Raidā Ichigō) - Hiroshi Fujioka (藤岡 弘, Fujioka Hiroshi)
- Hayato Ichimonji / Kamen Rider 2 (一文字 隼人 / 仮面ライダー２号, Ichimonji Hayato / Kamen Raidā Nigō) - Takeshi Sasaki (佐々木 剛, Sasaki Takeshi)
- Tōbei Tachibana (立花 藤兵衛, Tachibana Tōbei) - Akiji Kobayashi (小林 昭二, Kobayashi Akiji)
- Kazuya Taki (滝 和也, Taki Kazuya) - Jirō Chiba (千葉 治郎, Chiba Jirō)
- Colonel Zol (ゾル大佐, Zoru Taisa) - Jirō Miyaguchi (宮口 二郎, Miyaguchi Jirō)
- Dr. Grimreaper (死神博士, Shinigami Hakase) - Hideyo Amamoto (天本 英世, Amamoto Hideyo) (Played as Eisei Amamoto)
- Ambassador Hell (地獄大使, Jigoku Taishi) - Kenji Ushio (潮 健児, Ushio Kenji)
- General Black (ブラック将軍, Burakku Shōgun) - Matasaburō Niwa (丹羽 又三郎, Niwa Matasaburō)
- Ruriko Midorikawa (緑川 ルリ子, Midorikawa Ruriko) - Chieko Morigawa (森川 千恵子, Morigawa Chieko) (Played as Chieko Maki (真樹 千恵子, Maki Chieko))
- Hiromi Nohara (野原 ひろみ, Nohara Hiromi) - Yōko Shimada (島田 陽子, Shimada Yōko)
- Mari (マリ, Mari) - Linda Yamamoto (山本 リンダ, Yamamoto Rinda)
- Yuri (ユリ, Yuri) - Wakako Oki (沖 わか子, Oki Wakako)
- Michi (ミチ, Michi) - Katsumi Nakajima (中島 かつみ, Nakajima Katsumi)
- Emi (エミ, Emi) - Emily Takami (高見 エミリー, Takami Emirī)
- Mika (ミカ, Mika) - Yōko Sugibayashi (杉林 陽子, Sugibayashi Yōko)
- Tokko (トッコ, Tokko) - Machiko Nakajima (中島 マチ子, Nakajima Machiko) (Played as Machiko Nakajima (中島 真智子, Nakajima Machiko))
- Yokko (ヨッコ, Yokko) - Yoshiko Nakada (中田 喜子, Nakada Yoshiko)
- Choko (チョコ, Choko) - Mimi Hagiwara (ミミ 萩原, Mimi Hagiwara) (Played as Mimy (ミミー, Mimī))
- Gorō (五郎, Gorō) - Yasuharu Miura (三浦 康晴, Miura Yasuharu)
- Naoki (ナオキ, Naoki) - Tomonori Yazaki (矢崎 知紀, Yazaki Tomonori)
- Mitsuru (ミツル, Mitsuru) - Hōichi Yamada (山田 芳一, Yamada Hōichi)
- Shirō (史郎, Shirō) - Jō Honda (本田 じょう, Honda Jō)
- The Great Leader of Shocker / The Great Leader of Gel-Shocker (ショッカー首領 / ゲルショッカー首領, Shokkā Shuryō / Geru Shokkā Shuryō, Voice) - Gorō Naya (納谷 悟朗, Naya Gorō)
- Narrator (ナレーター, Narētā) - Shinji Nakae (中江 真司, Nakae Shinji)